# اشلی مدیسون
اشلی مدیسون (انگلیسی: Ashley Madison) یک سایت خدمات دوست‌یابی برخط و خدمات شبکه‌های اجتماعی کانادایی است که برای افراد متأهل و کسانی در رابطه جدی هستند طراحی شده است. شعار این وبگاه «زندگی کوتاه است، خیانت کن» است. این وبگاه کار خود را از سال ۲۰۰۱ آغاز کرد. در سال ۲۰۱۵ این سایت ماهانه ۱۲۴ میلیون بازدید کننده داشته که آن را در رده ۱۸ ام سایت‌های دوست‌یابی قرار می‌دهد.

## لو رفتن داده‌ها
این سایت در ژوئیه سال ۲۰۱۵ مورد حمله هکرها قرار گرفت و داده‌های این وبسایت بدست هکرها افتاد. این کار باعث شد که داده‌های مربوط به حدود ۴۰ میلیون کاربر آن -از جمله ایمیل، نام، نشانی خانه، فانتزی‌های جنسی، و اطلاعات کارت بانکی- در معرض سوء استفاده قرار گیرد. هکرها قبلاً از انتشار داده‌ها تهدید کرده‌بودند که اگر وبگاه تعطیل نشود این داده‌ها را منتشر خواهند کرد.
پلیس کانادا گفت گزارش‌هایی در دست دارد از اینکه دو نفر که به نشت اطلاعات مشتری‌های وبسایت اشلی مدیسون ارتباط داشتند خودکشی کرده‌اند.